# Тауберреттерсгайм
Тауберреттерсгайм (нім. Tauberrettersheim) — громада в Німеччині, розташована в землі Баварія. Підпорядковується адміністративному округу Нижня Франконія. Входить до складу району Вюрцбург. Складова частина об'єднання громад Реттінген.
Площа — 8,56 км2. Населення становить 866 ос. (станом на 31 грудня 2020).

## Галерея

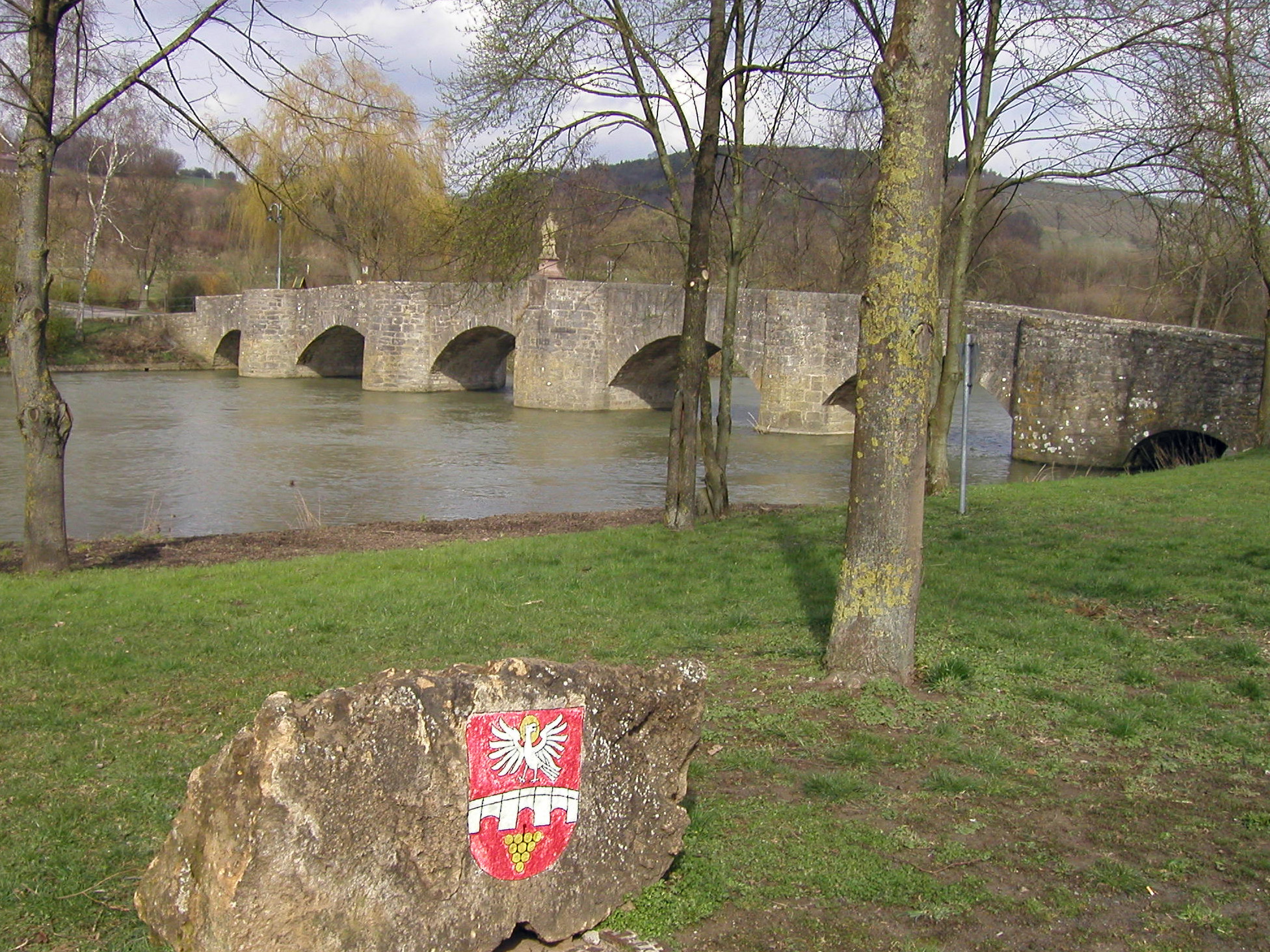